# Broadway Boogie Woogie
Broadway Boogie Woogie is een schilderij gemaakt in 1942-1943 door de Nederlandse kunstschilder Piet Mondriaan. Het werk van Mondriaan is een goed voorbeeld van de kunststroming die moderne kunst genoemd wordt. Hier is op radicale wijze afstand genomen van directe representatie van de waargenomen werkelijkheid. Het werk is een constructie van horizontale en verticale gekleurde lijnen op een wit vlak. De titel verwijst enerzijds naar het stratenpatroon van het New Yorkse stadsdeel Manhattan, waar Broadway een prominent onderdeel van vormt, en anderzijds naar de swingende muziekstijl boogiewoogie uit de tijd waarin het schilderij ontstond, en waar Mondriaan liefhebber van was.
Broadway Boogie Woogie hangt in het Museum of Modern Art in New York. Het schilderij is gemaakt met olieverf op linnen en meet 127 × 127 cm. Het is het laatste voltooide werk van Mondriaan; een jaar na de totstandkoming overleed de kunstenaar met de Victory Boogie Woogie nog in ontwikkeling.